# Нахалал
Нахалал (иврит: נהלל, в превод: пасище) е земеделска общност в Израел. Разположено е западно от Назарет и през 2008 има около 750 жители.
Основателите на Нахалал създават земеделската общност през 1921 г. с идеята за кооператив за най-висши идеали. Идеята е в това, че живеейки в кръг всички жители щели да имат еднакъв достъп до общите съоръжения.

## Родени в Нахалал
- Меир Шалев, израелски писател
- Амир Пнуели, информатик